# Агуа-Бланка-де-Итурбиде
Агуа-Бланка-де-Итурбиде (исп. Agua Blanca de Iturbide) — посёлок и административный центр одноимённого муниципалитета в мексиканском штате Идальго. Численность населения, по данным переписи 2010 года, составила 2 007 человек.

## История
Население сформировалось на этой территории до 1804 года, официально же муниципалитет был организован в 1874 году под юрисдикцией Мексики. До этого был известен под именем Терпентина или Трементина (исп. La Trementina). Это название связано тем, что регион богат лесными массивами, которые позволяют вести добычу особой смолы, её то и называют терпентина или терпентин.